# Thomas François Burgers

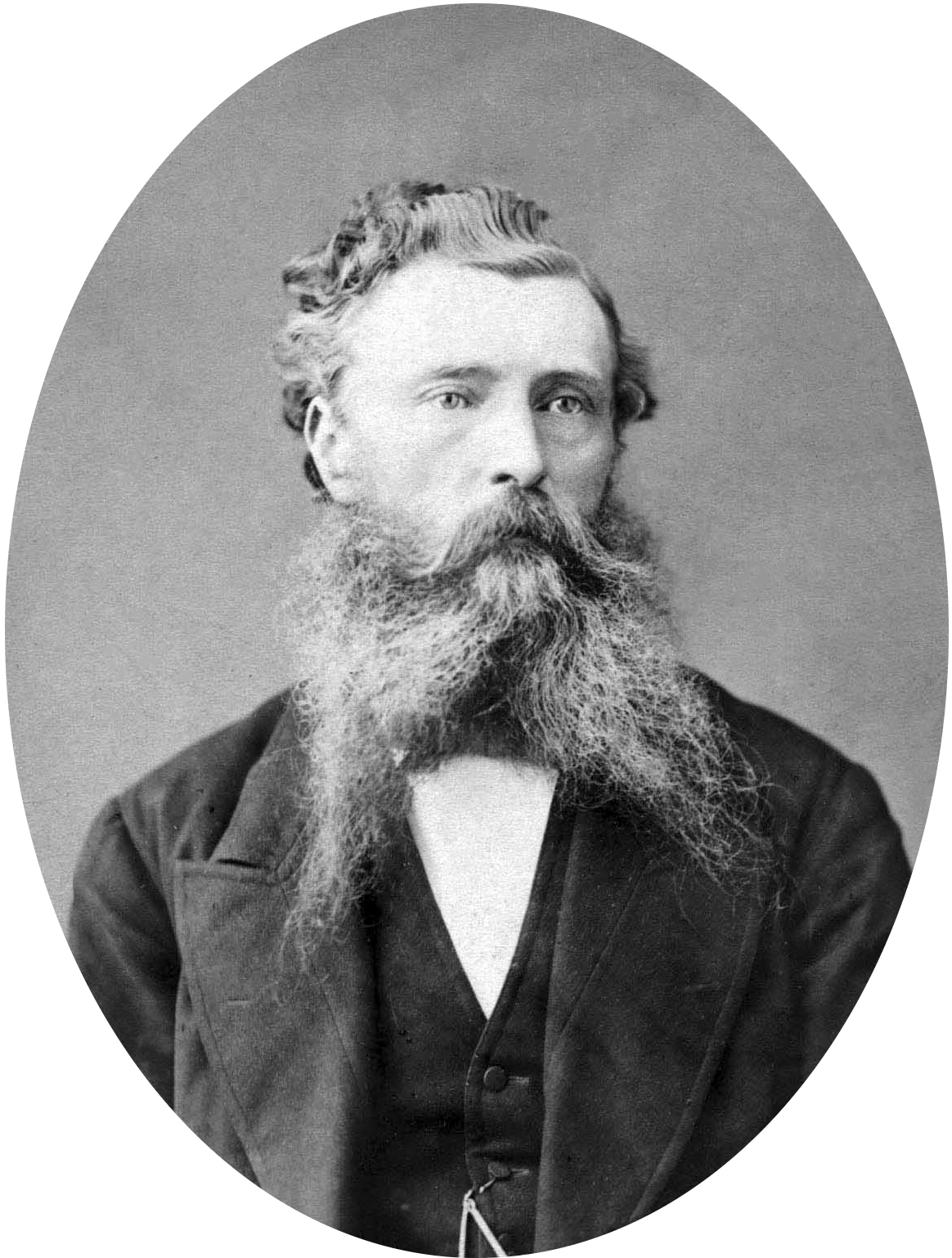
Thomas François Burgers

Thomas François Burgers (* 15. April 1834 bei Graaff-Reinet, Kapkolonie; † 9. Dezember 1881 in Richmond) war Pastor und von 1871 bis 1877 der vierte Präsident der Südafrikanischen Republik.

## Leben
Thomas war das jüngste Kind von Barend und Elizabeth Burger. Er kam auf der Langefontein-Farm im Camdeboo-Gebiet von Graaff-Reinet, Kapkolonie, zu Welt. Er studierte an der Universität Utrecht in den Niederlanden Theologie und wurde 1859 Pastor der Stadt Hanover in Südafrika. In seiner Studienzeit lernte er Professor Cornelis Willem Opzoomer kennen und wurde ein Anhänger seiner Ideen, die rationale und liberale Züge aufwiesen.
In Südafrika geriet Burgers in einen stürmischen Streit mit der niederländisch-reformierten Kirchen-Synode über seinen angeblichen Liberalismus und seinen Zweifel an der wörtlichen Wahrheit der Bibel. Er war nämlich der traditionellen Kultur kritisch gegenüber und legte große Betonung auf reines Wissen. So wurde er 1862 der Ketzerei bezichtigt. 1864 wurde er von der Synode schuldig gefunden und sollte erhängt werden. Jedoch kippte der oberste Gerichtshof die Entscheidung, so dass Burgers 1865 sein Amt wieder ausüben konnte.
Burgers ließ sich für die Präsidentschaft 1871 aufstellen und gewann diese mit einer Mehrheit von 2.964 zu 388. 1874 wurden die ersten Münzen der Südafrikanischen Republik – der Burgerspond – eingeführt. Burgers ließ diese in der Heaton’s Mint im englischen Birmingham prägen, als er zu einem Besuch war. Burgers plante den Bau einer Bahnstrecke von Transvaal zum Indischen Ozean. 1875 reiste er nach Europa, um Kapital zu beschaffen. Dieser Plan wurde jedoch durch den Anführer der Pedi, Sekhukhune, durchkreuzt, da dessen Land auf dem Weg der vorgeschlagenen Eisenbahnroute lag. Die Truppen der Südafrikanischen Republik wurden von Sekhukhune geschlagen. In der Folge wurde Burgers sehr unpopulär und seine Regierung war zahlungsunfähig. Die Briten annektierten die Südafrikanische Republik 1877 und zwangen Burgers zum Rücktritt. Er starb 1881 in Richmond in der Kapkolonie. Seine Familie ließ seine Notizen zum Dorfleben in Hanover unter dem Namen Toneelen uit ons dorp veröffentlichen (deutsch etwa: „Bühnen aus unserem Ort“).

## Werke
- 1882: Toneelen uit ons dorp. Henri J. Stemberg, Den Haag.